# IFA W50
De IFA W50 is een tussen 1965 en 1990 door VEB IFA Automobilwerke Ludwigsfelde, onderdeel van het Industrieverband Fahrzeugbau (IFA), gebouwde vrachtauto. De productie vond plaats in Ludwigsfelde, DDR.

## Geschiedenis
Eind 1958 begon in Werdau de doorontwikkeling van de vrachtauto S4000-1. De reeds bij VEB Sachsenring Zwickau lopende werkzaamheden aan een opvolger S4500 worden door het nieuwe project W45 (= Werdau 4,5 ton) vervangen.
Om te voldoen aan de wensen van leger en enkele exportklanten worden de torpedo- en frontstuurmodellen parallel met deels gestandaardiseerde cabineplaatwerkdelen ontwikkeld. Ook de geplande militaire vrachtauto G 5-3 werd daarin meegenomen.
Pas de grote roep op het boerencongres in 1962 om een vrachtauto met vierwielaandrijving leidde tot het besluit tot serieproductie van de vrachtauto W45. Uit economische overwegingen liet men de motorkapvariant vervallen. Onder de aanduiding W50 werd het laadvermogen in 1963 verhoogd tot 5 ton. Verder werd de gemodificeerde dieselmotor van de S 4000-1 met 110 pk gebruikt.
De fabriek in Werdau had onvoldoende capaciteit voor de geplande productieaantallen. In december 1962 besloot de DDR-regering dat de serieproductie bij Industriewerke Ludwigsfelde zou plaatsvinden. Daar, op het terrein van een voormalige Daimler-vliegtuigmotorenfabriek in de Genshagener Heide, was een industriefabriek en later ook een productiefaciliteit voor turbines opgericht. Na het staken van de vliegtuigproductie in 1961 gebruikte men deze locatie en de gekwalificeerde arbeidskrachten voor de opbouw van een nieuwe autofabriek. Het bedrijf werd uitgebreid met een grote hal voor de persstraten, de carrosseriebouw en de eindmontage. Op 17 juli 1965 begon de serieproductie van de W50, eerst met open laadbak. De fabriek kreeg de naam VEB IFA Automobilwerke Ludwigsfelde. In het eerste productiejaar werden hier 855, in het tweede 5.775 vrachtwagens van het type W50 geproduceerd.
Vanaf maart 1966 verschenen met een kiepwagen en een uitvoering met gesloten laadkoffer de eerste varianten. In 1967 volgden verlengde uitvoeringen en werd de dieselmotor omgebouwd van conventionele inspuiting naar directe inspuiting. Hiervoor had VEB IFA Motorenwerk Nordhausen, dat de motoren voor de IFA W50 leverde, een licentie verkregen van MAN.
In de loop van de jaren werd het W50-programma gestaag uitgebreid en de constructie stapsgewijs verbeterd. Zo werden (hand)rem- en stuurinrichting gewijzigd. De W50 kon in ongeveer 60 varianten besteld worden. Meer dan 70 procent werd geëxporteerd. Klanten waren er niet alleen in de Comeconlanden maar ook in Afrika, Azië en Latijns-Amerika. Een niet onbeduidend deel werd in de meest verschillende legers ter wereld gebruikt. De autofabriek in Ludwigsfelde werd daarmee een belangrijke leverancier van harde valuta.
In totaal liepen tot 1990 571.831 W50-vrachtauto's van de band. De opvolger was de eveneens in Ludwigsfelde geproduceerde IFA L60.

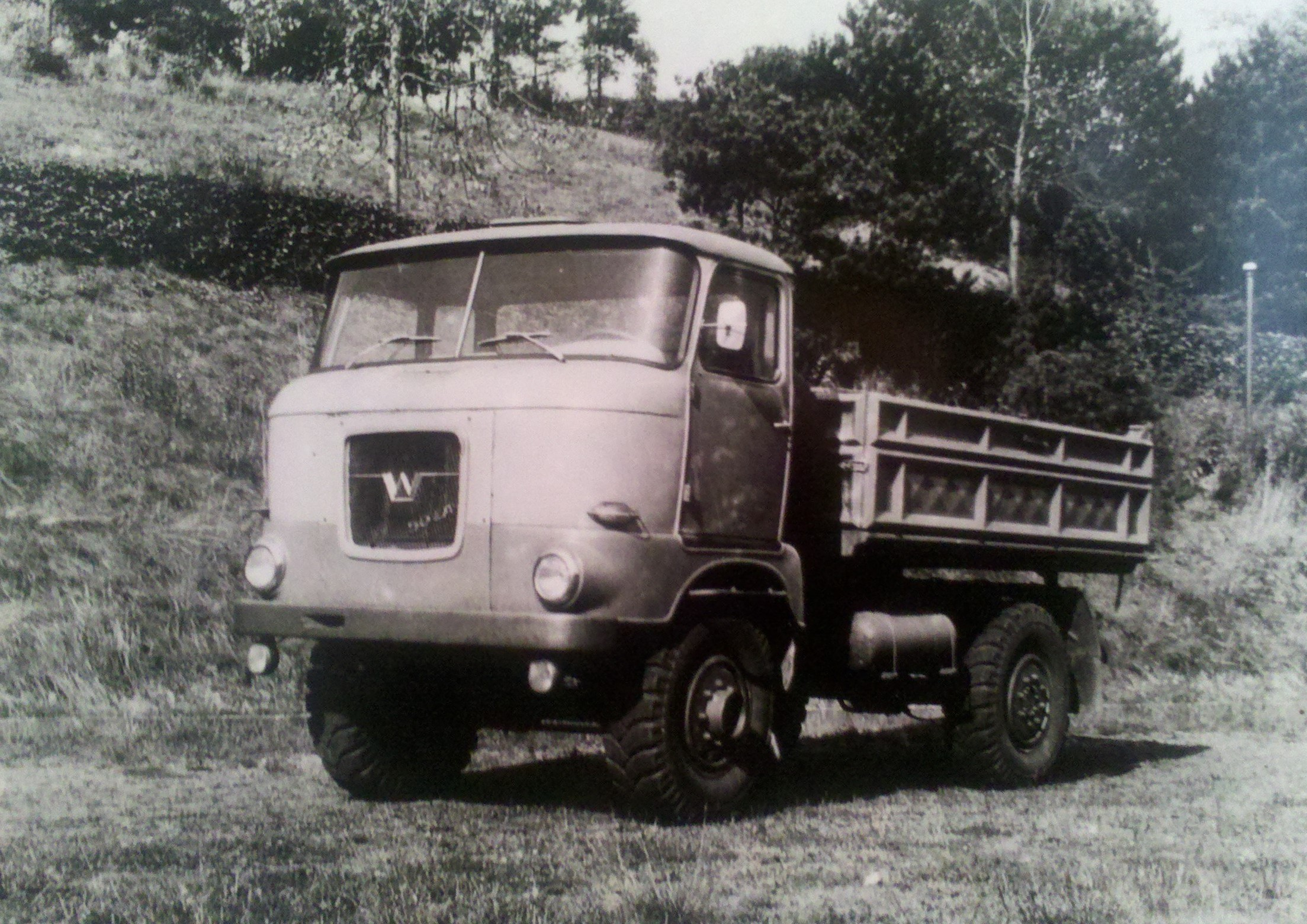
W50 prototype
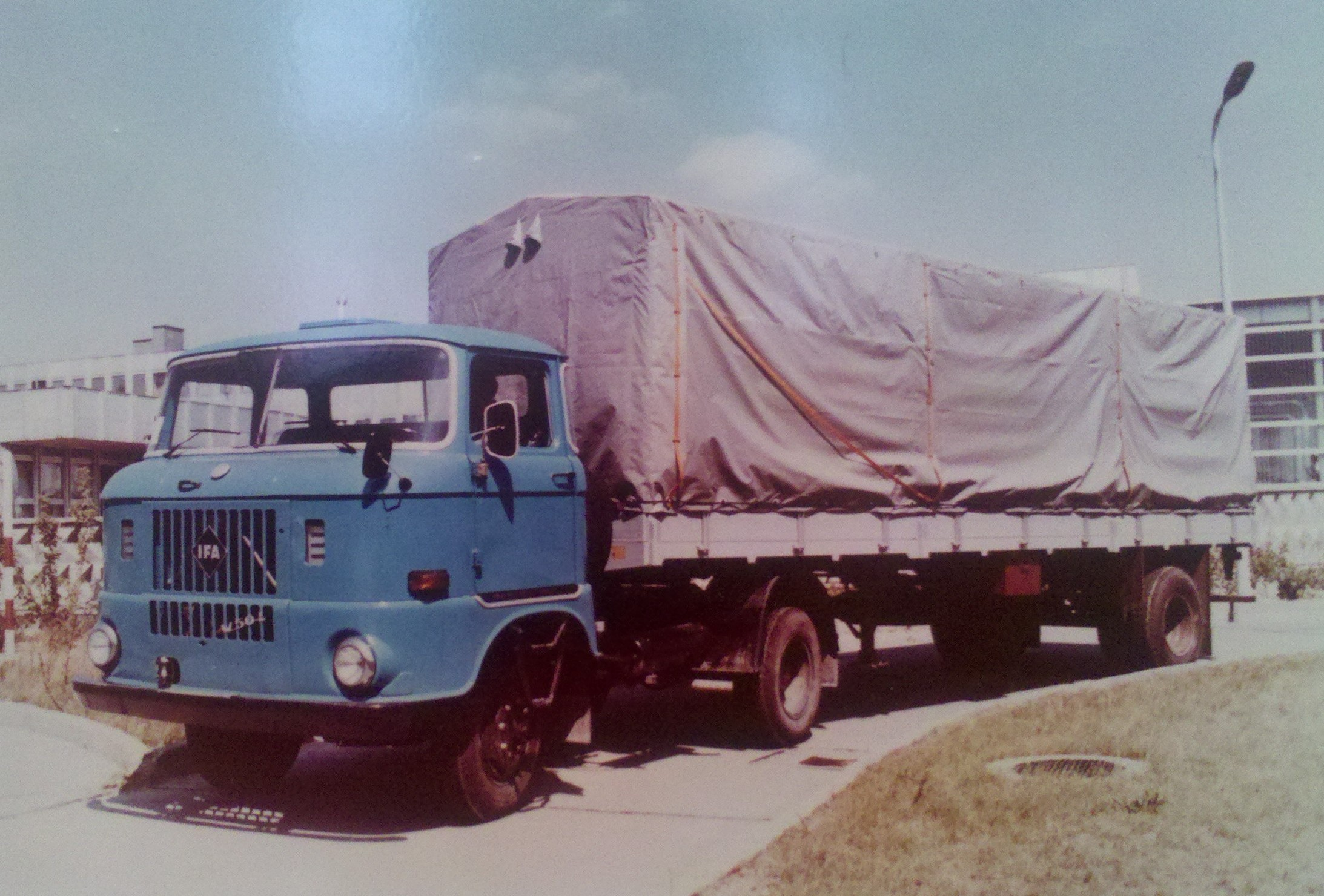
W50 met oplegger
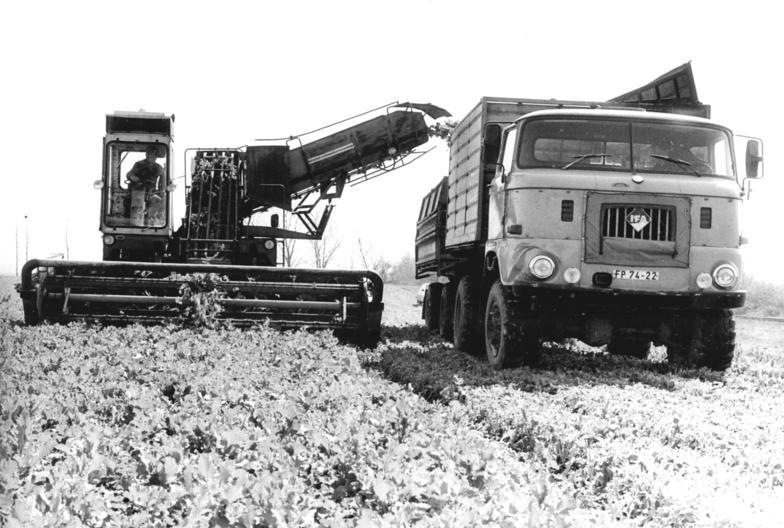
W50 in de landbouw, met vierwielaandrijving en lagedrukbanden
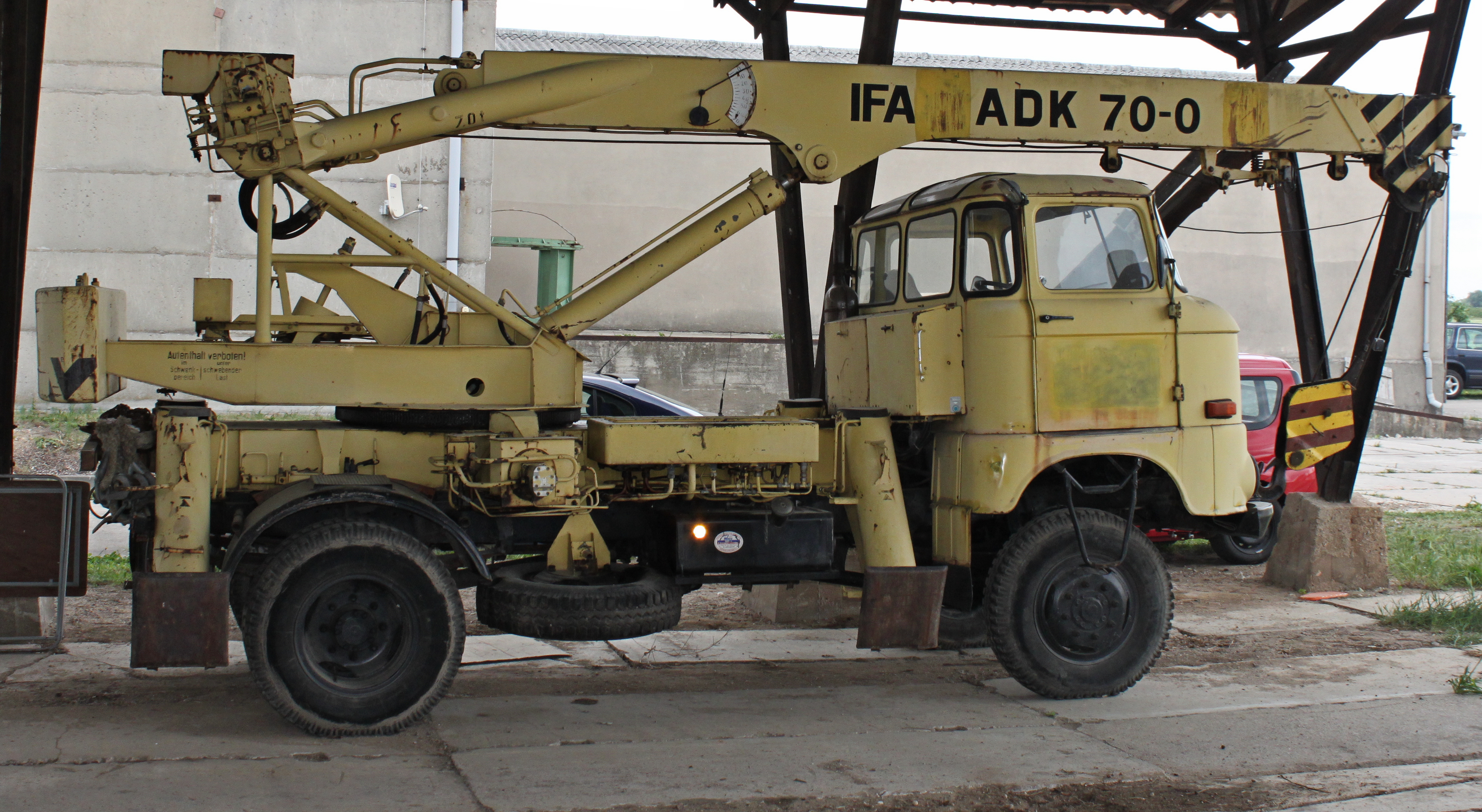
IFA ADK 70 kraanwagen
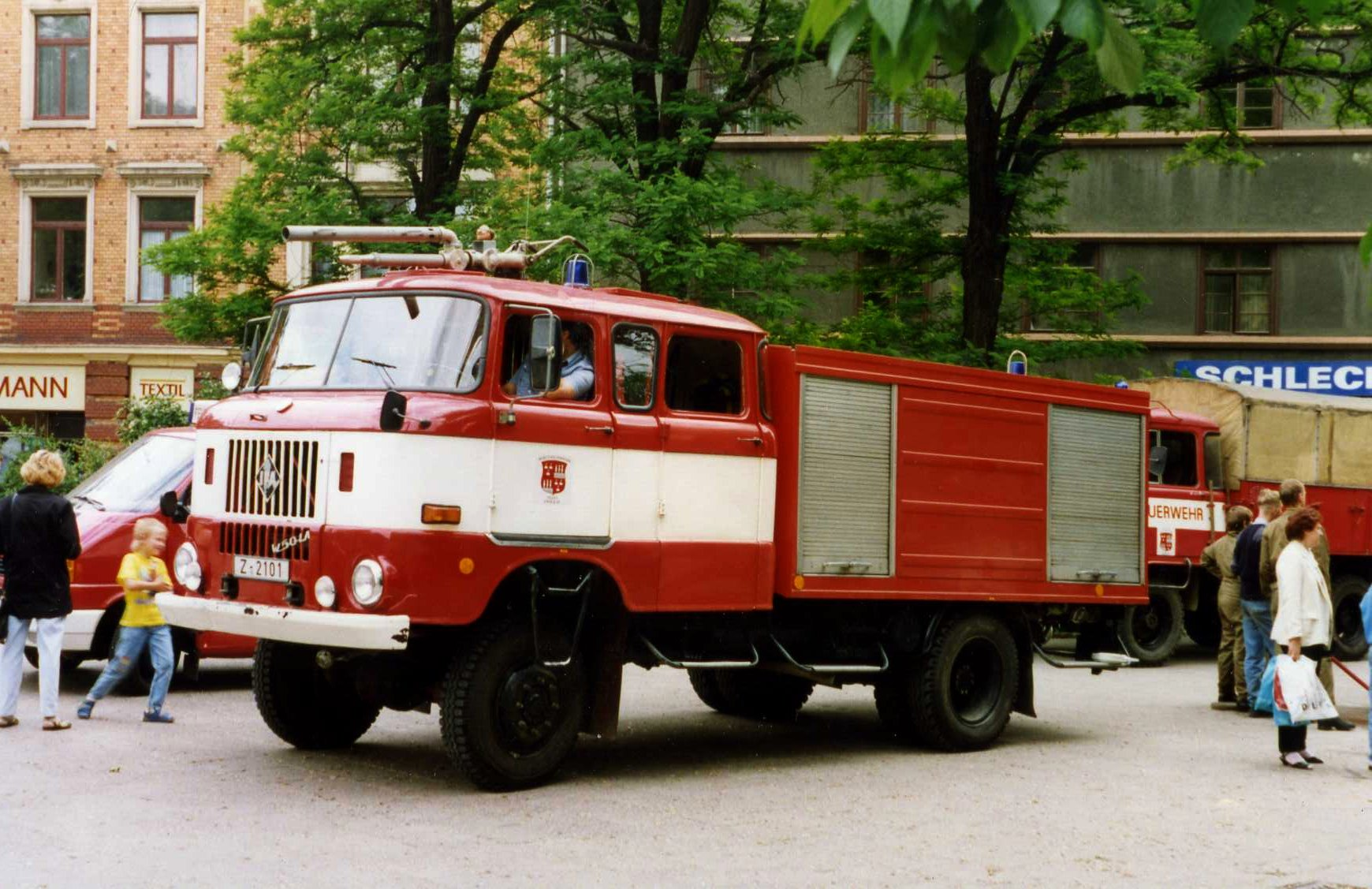
IFA W50 brandweervoertuig
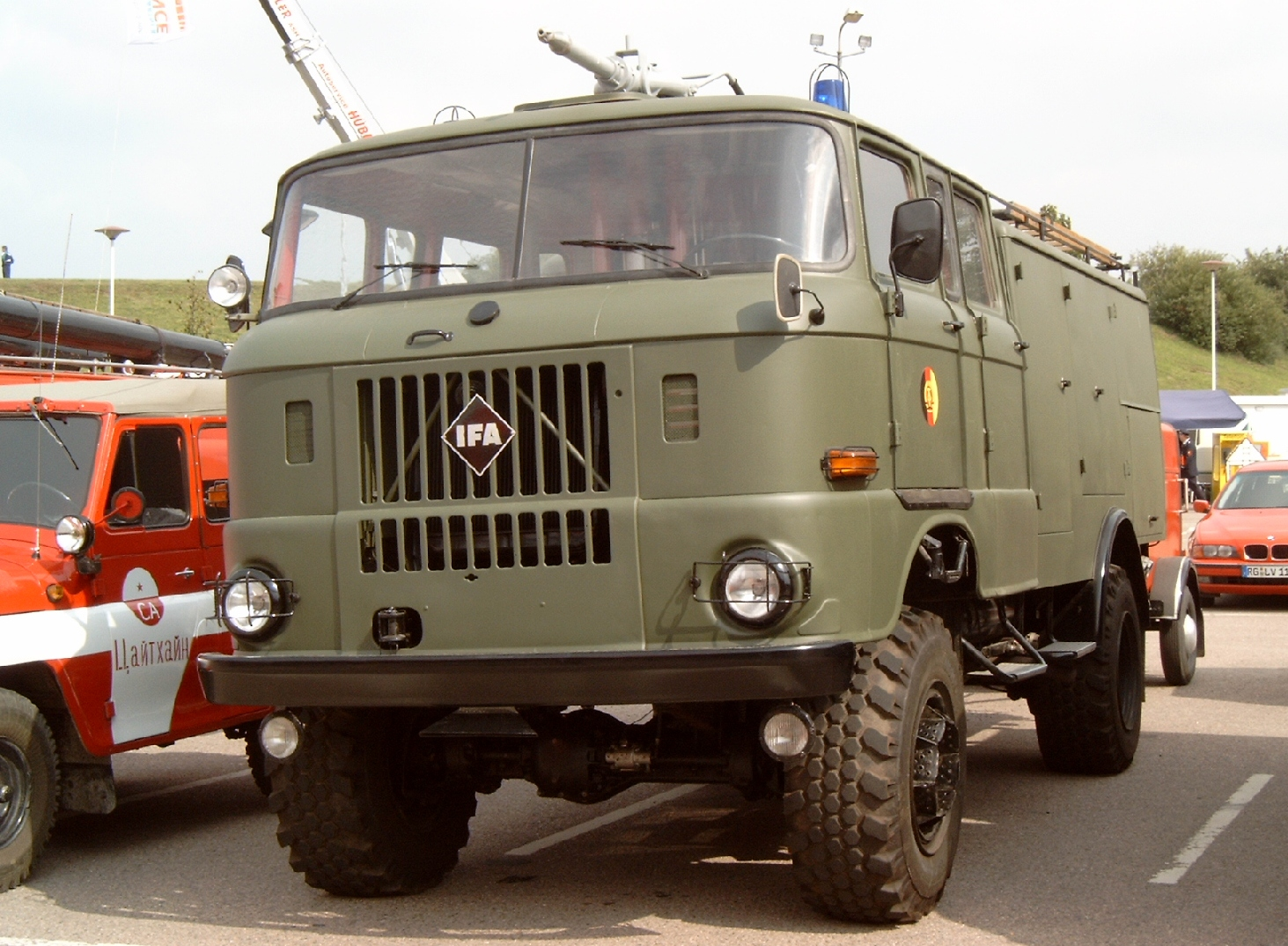
vierwielaangedreven W50 van de NVA
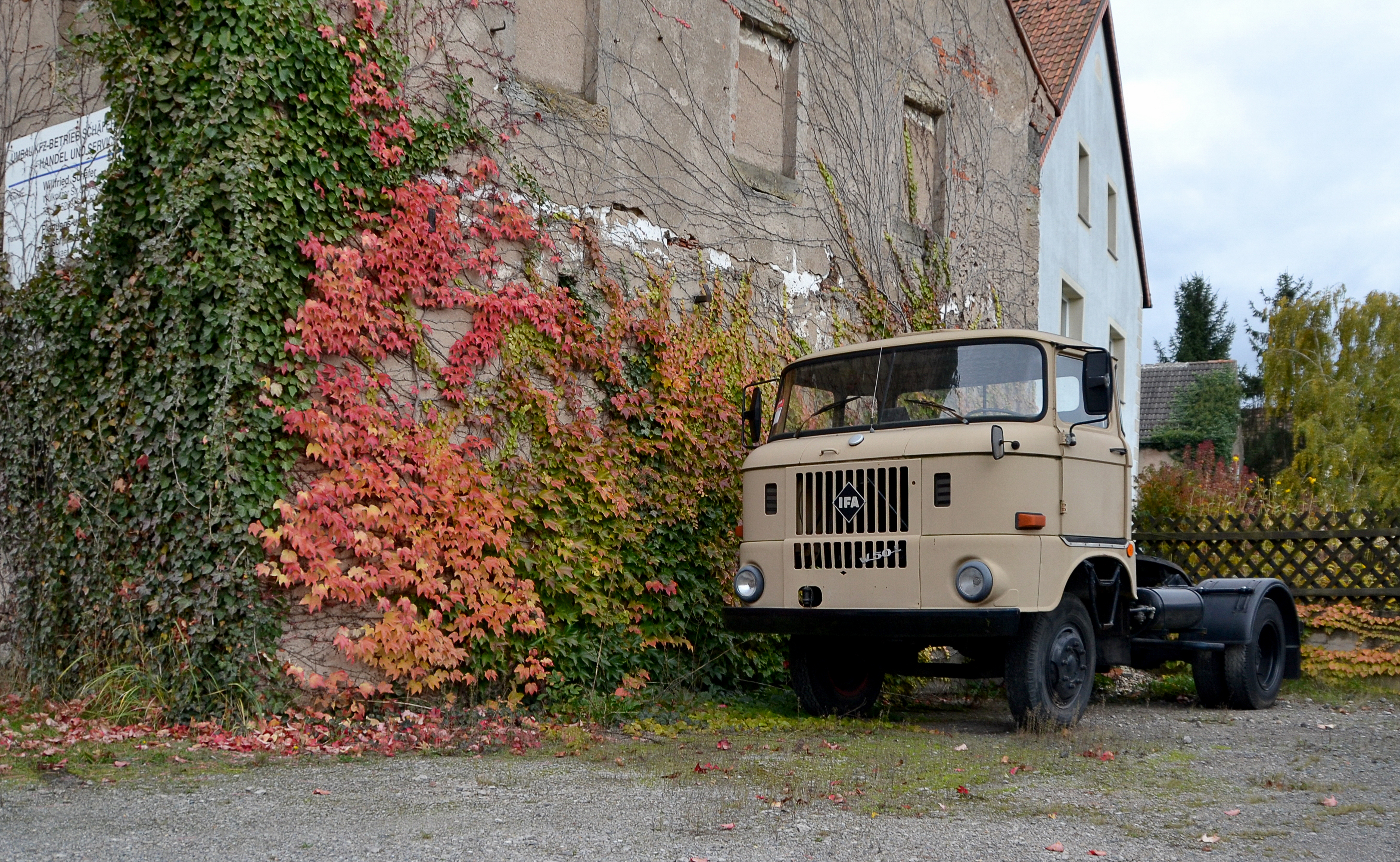
Oost-Duitse W50 LS tractor